# Bassett (Kansas)
Bassett – miasto położone w hrabstwie Allen. Zostało założone w 1903 roku.